# Consol.at
A consol.AT, illetve Németországban consolPLUS egy osztrák multiplatform videójáték magazin, melyet a bécsi consol.MEDIA ad ki. A consol.AT havonta jelenik meg mintegy 100 oldalas terjedelemben.

## Tartalom
A magazin az összes jelenlegi főbb videójáték platformról (PlayStation 2, PlayStation 3, Xbox 360, Nintendo Wii, PlayStation Portable, Nintendo DS) tartalmazza a következőket:
- Friss hírek
- Fejlesztés alatt álló játékok bemutatói (előzetesei)
- Friss játékok tesztjei (ismertetői)
- Friss hardver (konzolok és kiegészítők) eladási listái

## Weblap
A consol.AT és a consolPLUS weblapjait consol.at, valamint consolplus.de domain neven regisztrálták. Hasonlóan a többi ilyen weblaphoz ezeken is híreket tesznek közzé az aktuális videójátékos eseményekről és a konzolos piacról. Minden hét péntekén jelenik meg a szerkesztők podcastja, amelyben a legújabb játékokkal foglalkoznak.